# Naturschutzgebiet Westernau
Das Naturschutzgebiet Westernau ist ein 6,38 ha großes Naturschutzgebiet (NSG) südöstlich von Grönebach im Stadtgebiet von Winterberg. Das Gebiet wurde 2008 mit dem Landschaftsplan Winterberg durch den Hochsauerlandkreis als (NSG) ausgewiesen.

## Gebietsbeschreibung
Das NSG umfasst Grünlandflächen, die meist mit Rindern beweidet werden.

## Schutzzweck
Das Naturschutzgebiet wurde zur Erhaltung und Entwicklung des Grünlandes und als Lebensraum gefährdeter Tier- und Pflanzenarten ausgewiesen. Wie bei anderen Naturschutzgebieten in Deutschland wurde in der Schutzausweisung darauf hingewiesen, dass das Gebiet „wegen der landschaftlichen Schönheit und Einzigartigkeit“ zum Naturschutzgebiet wurde.